# Identitet
„Identitet” (pronunție albaneză: [idɛntitɛt]; tradus: Identitate) este un cântec al cântăreților albanezi Adrian Lulgjuraj și Bledar Sejko. A fost lansat pentru prima dată pe 12 martie 2013 ca o versiune de videoclip muzical care a fost încărcată pe canalul oficial de YouTube de la Eurovision Song Contest și apoi a fost lansată ca single ca parte a unei compilații de CD-uri pe 29 aprilie 2013 de Universal Music. Piesa a reprezentat Albania la Concursul Muzical Eurovision 2013 de la Malmö, Suedia, după ce a câștigat competiția de preselecție a țării Festivali i Këngës. Nu a reușit să se califice pentru marea finală pe locul 15, marcând a patra necalificare a țării în concurs. În timpul spectacolului lor tematic rock and roll, duo-ul a fost însoțit de patru instrumentiști și o varietate de culori roșii și portocalii intermitente afișate pe ecranele LED din fundal.